# 利雅得女孩
《利雅得女孩》（英語：Girls of Riyadh），是拉贾·阿尔萨内亚的一部长篇小说，这部小说以邮件的形式记录了四个沙特阿拉伯女孩——拉梅斯（Lamees）、米歇尔（Michelle）、加姆拉（Gamrah）和萨迪姆（Sadeem）的生活。

## 內容
小说《利雅得女孩》讲述了沙特阿拉伯上层社会四个结识于大学的女孩的故事。她们渴望爱情，但沙特社会对于女性的自由多有限制，却又期待颇高。在沙特，男女之间的接触很少，尤其是青少年和单身成年人。但现代通讯技术的发展打破了这个局面。沙特的年轻男子总是想尽办法让女性记下他们的手机号码。互联网也是一种新崛起的媒介，它使得旧的社会思想和制度无法限制女性和她们的思想。作者在小说中塑造了一个匿名的叙述者，她自称是几名女孩身边的朋友，每周定期向她能找到的所有沙特邮箱发送邮件来讲述她们的故事。这部小说的内容涉及到当时的社会背景下人们对于性的思考。小说中的一些人物因婚前性行为而被指责。其他的一些人物则经历了包办婚姻和失败婚姻，作品通过这些情节审视了特定背景下沙特女性想要婚姻幸福的困难。小说包含50个章节，均以引用诸如诗歌、歌词、寓言、《古兰经》等阿拉伯古代文化、历史典籍开始。

## 人物
- 加姆拉（Gamrah）：加姆拉在还没有准备好的时候，服从了包办婚姻，嫁给了一个从未谋面的男人，并且在婚后随其前往芝加哥生活。加姆拉的故事表明了沙特妇女所面临的包办婚姻所带来的风险及其后果，例如离婚以及成为单亲妈妈。

- 萨迪姆（Sadeem）：萨迪姆起初觉得自己处于一个看似田园诗般的婚约中，却突然被她即将到来的未婚夫抛弃，并为男人对准新娘的不切实际的期望所困扰。像米歇尔一样，萨迪姆在伦敦和利雅得之间旅行时努力寻找归属感，并避开那些让她心碎的地方。通过萨迪姆的故事，作者强调了在爱情来临之前，女性创造完全属于自己的生活，并且不要为了取悦他人而改变自己的重要性。

- 米歇尔（Michelle）：作为一个美国和沙特的混血儿，米歇尔对她西方血统给她在利雅得的爱情选择带来的限制感到沮丧。她男友的沙特家庭比较传统，因此而阻碍了他们的关系。米歇尔勇敢地决定藐视这些限制，在这段关系结束之后追求自己的职业目标。

- 拉梅斯（Lamees）：和其他三人不同的是，拉梅斯专注于自己的学业，因此她的爱情姗姗来迟。当她爱上一个什叶派穆斯林男孩时，才发现恋爱的规则远比她最初可能想象的要复杂。

小说的叙述者是这段友谊的第五个成员，读者不知道她的名字，与其他四个女孩相比，她的故事相对不为人知。叙述者是一个饱读诗书、涂着红色口红的沙特女孩，在一年的时间里，每周五之后都会发送一封新邮件，披露她朋友们的秘密生活。叙述者对四位女性朋友生活的讲述与现代阿拉伯女性叙事风格不同。在后者中，女性作者通常被认为是在写自己。电子邮件的呈现形式也与其他许多西方小妞文学日记和信件的形式不同。在接受WBEZ芝加哥的采访时，阿尔萨内亚说这本书的匿名叙述者反映了技术的进步让沙特女孩在生活上有更多的空间和自由，使她们面受他人评判，同时保护她们的隐私。

## 發行
《利雅得女孩》最初于2005年在黎巴嫩以阿拉伯语发行的时候，并没有被沙特阿拉伯禁止。但由于被认为是由女作家创作的具有争议性和非保守的内容，其出版遇到了阻力。鉴于小说的成功，拉贾·阿尔萨内亚面临诸如她是否在小说写作中得到了男性的帮助和影响这类批评和猜测。阿尔萨内亚在黎巴嫩多次接受采访，以证明其作者身份。一些评论家指责这部小说迎合了西方的理想，而其他人则称赞《利雅得女孩》对中东的立场令人耳目一新，它反击了不准确的陈旧观念，同时也谴责了沙特文化中存在的其他现象，例如强迫婚姻。阿尔萨内亚也许会因为该作的出版而被起诉，不过后来这一起诉被法院驳回。她在2007年时评论说，人们会从书店买下所有的书，以阻止它的流通。这在当时的利雅得书展确有发生，利雅得书展是沙特阿拉伯最大的书展。
在互联网的影响下，《利雅得女孩》的知名度越来越高，并且受到了沙特媒体的赞扬。随着作品在中东大部分地区成为畅销书，盗版亦开始流传。许多人认为这部书 "打破了禁忌"，让人们深入了解沙特妇女的内心生活和担忧。她成功地向沙特阿拉伯信息部申请了在沙特销售该小说的许可。该书吸引了知名沙特作家，前驻英国大使加齐-库萨比（Ghazi Al-Quasaibi）等人的高调支持，他撰写了序言并称赞该书 "值得一读"。
截至2008年1月，《利雅得女孩》的英文版在沙特阿拉伯的主要书店公开发售。英文版由企鹅出版社出版，但由于难以再现使用不同阿拉伯语方言的效果，所以有一些改动。在小说的读者指南中，阿尔萨内亚指出，她希望她的作品能够连接西方读者与沙特文化，并且让读者看到小说中的女孩与他们有 "同样的梦想、情感和目标"。英文译者玛里琳·布斯（Marilyn Booth）对翻译的最终结果表示不满。据布斯说，出版社和作者对她的翻译进行了干预，对最终文本造成了损害。

## 評價
该作品语言风格亲民，深入人心。有评论家称其为席卷全球的小妞文学风潮。也有评论家指出，这部作品可以归类为穆斯林小妞文学。然而作者本人却并不认为这部作品应该被某一种概念所局限。她表示自己期望作品能够开创文学新的局面。